# Un espía entre amigos
Un espía entre amigos es una serie de televisión británica de suspenso y espionaje, protagonizada por Guy Pearce y Damian Lewis. Está basada en el libro del mismo nombre de Ben Macintyre, adaptado por Alex Cary y dirigido por Nick Murphy. Estuvo disponible para transmitir en ITVX en el Reino Unido desde diciembre de 2022, Amazon Prime Video en Canadá desde febrero de 2023 y MGM+ en los Estados Unidos desde marzo de 2023.

## Sinopsis
En Inglaterra, en 1963, Nicholas Elliott (Lewis) trabaja para el SIS como oficial de inteligencia y se siente perturbado cuando se entera de que su amigo cercano y colega, Kim Philby (Pearce), ha estado trabajando en secreto como agente doble para la KGB desde 1932. Elliot lo entrevista en Beirut, y luego Philby deserta a la Unión Soviética .

## Elenco
- Guy Pearce como Kim Philby
- Damian Lewis como Nicholas Elliott
- Anna Maxwell Martin como Lily Thomas
- Adrian Edmondson como Sir Roger Hollis
- Stephen Kunken como James Jesus Angleton
- Nicholas Rowe como Sir Anthony Blunt
- Monika Gossmann como Galina
- Karel Roden como Coronel Serguéi Brontov
- Anastasia Hille como Flora Solomon
- Edward Baker-Duly como Ian Fleming
- Radosław Kaim como Konstantin Dmitrievich Volkov

## Episodios
| N.º | Título                           | Dirigido por | Escrito por    | Fecha de emisión original |
| --- | -------------------------------- | ------------ | -------------- | ------------------------- |
| 1   | «Boom-ooh-yatatatah»             | Nick Murphy  | Alexander Cary | 8 de diciembre de 2022    |
| 2   | «The Admiral's Glass»            | Nick Murphy  | Alexander Cary | 8 de diciembre de 2022    |
| 3   | «Allegory of the Catholic Faith» | Nick Murphy  | Alexander Cary | 8 de diciembre de 2022    |
| 4   | «Vodka»                          | Nick Murphy  | Alexander Cary | 8 de diciembre de 2022    |
| 5   | «Snow»                           | Nick Murphy  | Alexander Cary | 8 de diciembre de 2022    |
| 6   | «No Man's Land»                  | Nick Murphy  | Alexander Cary | 8 de diciembre de 2022    |

## Producción
El rodaje tuvo lugar en Londres, Inglaterra, y Rumania, y terminó en la primavera de 2022.

## Transmisión
La transmisión en el Reino Unido en el servicio de transmisión ITVX se movió con un retraso en el lanzamiento de ITVX del 1 de noviembre de 2022 al 8 de diciembre de 2022. En febrero de 2023, la serie estuvo disponible en Canadá a través de Amazon Prime Video. La serie estuvo disponible en MGM+ a partir del 12 de marzo de 2023 en los Estados Unidos.

## Recepción
La recepción de la crítica de A Spy Among Friends fue mixta. Rebecca Nicholson, de The Guardian, dijo: «Hay muchas pequeñas emociones en un mundo construido sobre códigos y dobles sentidos». Stephanie Bunbury, de Deadline, escribió que el «desarrollo de sus negociaciones» no fue «una emoción televisiva en el asiento de sus pantalones, sino que es el tema de una intriga sostenida». Jay Skelton de Reel Mockery calificó a A Spy Among Friends como «frustrante de ver». Sin embargo, Nick Hilton de The Independent dijo que «hay mucho para disfrutar de A Spy Among Friends».

### Elogios
La serie fue nominada en la categoría de mejor miniserie en los British Academy Television Awards, anunciados en marzo de 2023.